# حكايات غابة طرزان
حكايات غابة طرزان (بالإنجليزية: Jungle Tales of Tarzan)‏ هي عبارة عن مجموعة من اثني عشر قصة قصيرة غير مرتبطة بقلم ادغار رايس بوروس، وهي تشكل الكتاب السادس في ترتيب النشر في سلسلة قصص طرزان. يقع المسار الزمني للأحداث داخل الفصل 11 من رواية طرزان الأولى، طرزان سيد القرود، وذلك بين انتقام طرزان لوفاة القردة أمه بالتبني وحتى أصبح زعيم قبيلته من القرود. نشرت القصص شهريا في مجلة بلو بوك، وذلك من سبتمبر 1916 وحتى أغسطس 1917 ونشرت بشكل كتاب في عام 1919.